# Forte Príncipe Guilherme
O Forte Prícipe Guilherme localizava-se junto à ponte sobre o rio dos Afogados, no continente, cerca de nove quilômetros a sudoeste de "Maurits Stadt" (a cidade Maurícia), atual Recife, no litoral do estado de Pernambuco, no Brasil.

## História
SOUZA (1885) refere esta estrutura como uma bateria (Bateria da Barreta), erguida por Maurício de Nassau, nos Afogados, sem maiores detalhes (op. cit., p. 87). GARRIDO (1940) considera-o como um forte (Forte da Barreta, Forte da Boa Viagem), distinto do Forte Príncipe Guilherme, ambos atribuídos a Nassau, em 1638 (op. cit., p. 72). BARRETTO (1958) segue essa distinção, e denomina-o ainda de Torre dos Afogados (op. cit., p. 145).
No contexto da segunda das Invasões holandesas do Brasil (1630-1654), a fortificação dos Afogados remonta ao passo dos Afogados ou ao passo de Francisco Barreiros, onde se concentrou a resistência ao invasor, por se tratar da chave de acesso aos engenhos de açúcar do vale do rio Capibaribe. O assalto neerlandês de Junho de 1631 foi repelido com sucesso, porém, na madrugada de 18 de Março de 1633, forças neerlandesas sob o comando do Coronel Remback conseguiram sucesso, dominando esse ponto estratégico. Para a sua defesa, foi levantado o Forte Príncipe Guilherme, conhecido pelos locais como Forte dos Afogados ou Forte de Piranga. A seu respeito, Nassau, no seu "Breve Discurso" datado de 14 de Janeiro de 1638, sob o tópico "Fortificações", informa:
"O primeiro deles [dos fortes do Recife de Olinda] é o Príncipe Willem, situado nos Afogados. É um forte de quatro pontas com quatro baluartes, e está muito bem colocado, porque nos assegura o caminho da Várzea [do rio Capibaribe] e de toda a terra, e defende a passagem da ilha de Antônio Vaz para os Afogados. Está situado em uma planície e na sua parte mais elevada, dominando assim o campo até onde o canhão pode alcançar. Para o lado do noroeste tem fossos fundos; ao sudeste porém, os fossos não são fundos, e o solo é mais alto, pelo que o inimigo pode aproximar-se por meio de aproches. É necessário que este forte seja cercado de uma contra-escarpa, pois não sendo assim, faltar-lhe-á fortaleza. É construído de uma terra singular, que, de verão, quando seca, é tão dura como pedra, e de inverno, quando chove, é mole como argamassa, sulcando-a as águas de modo que é necessário grande dispêndio para repará-lo e conservá-lo."
O "Relatório sobre o estado das Capitanias conquistadas no Brasil", de autoria de Adriano do Dussen, datado de 4 de Abril de 1640, complementa, atribuindo-lhe um efetivo de três companhias com 263 homens:
"(...) o forte Prins Willem, nos Afogados, que é um belo forte quadrangular, com muralhas altas e bem feitas, com uma forte estacada em volta e um fosso largo e profundo. Está situado no caminho pelo qual se vai para a Várzea do [rio] Capibaribe e para o interior do país. Neste forte estão 8 peças de bronze, 2 de 24 libras, 2 de 18 lb, 2 de 12 lb e 2 peças forjadas de 3 lb e uma de ferro de 6 lb."
BARLÉU (1974) transcreve e complementa a informação: "No rio dos Afogados, existe o forte do Príncipe Guilherme, notável pela altura das trincheiras, pela solidez, elegância e forma quadrada, garantido, além disso, por uma paliçada e um fosso. Guarda, com seis canhões de bronze, a estrada da Várzea (...) e as estradas que levam ao sertão." (op. cit., p. 143) Atribui-lhe o mesmo efetivo de 263 homens (op. cit., p. 146). Com relação à estacada, foi esta determinada por Nassau na iminência do ataque de uma frota espanhola ao nordeste neerlandês (c. 1639): "(...) o mesmo [proteção cingindo-o de estacada] fez com (...) o do Príncipe Guilherme nos Afogados." (op. cit., p. 159).
Figura nos mapas de Frans Post (1612-80) da Ilha de Antônio Vaz (1637), e de Mauritiopolis (1645. Biblioteca Nacional do Brasil, Rio de Janeiro), e no mapa "A Cidade Maurícia em 1644", de Cornelis Golijath (in: BARLÉU, Gaspar. História dos feitos recentemente praticados no Brasil. Amsterdã, 1647).
O francês Pierre Moreau ("História das Últimas Lutas no Brasil entre Holandeses e Portugueses"), acerca do período entre 1646-1648, confirma:
"(...) à borda do mar e a três quartos de légua do Recife na terra firme, a uma mosquetada da rocha, foi construído outro forte, chamado Barreta, de forma quadrada, bem cercado por bons fossos revestidos de duplas paliçadas, que domina os que chegam por mar e por terra, do lado do Cabo de Santo Agostinho, para guardar cuidadosamente o Recife."
Conquistado por forças portuguesas (1648), foi retomado pelos neerlandeses (18 de Abril de 1648, cf. BARRETO, 1954:145, 149), e ocupado sem combate por tropas portuguesas quando da ofensiva final a Recife (17 de Janeiro de 1654). BENTO (1971) menciona como estruturas distintas o Forte da Barreta e o Forte dos Afogados, ao se referir à cronologia da queda do Recife para essa data.
Permaneceu abandonado até 1687. Foi mandado reconstruir por determinação do Governador e Capitão-general da Capitania de Pernambuco, João da Cunha Souto Maior, porém em 1746 já não integrava o sistema de defesa da cidade. Foi demolido no início do século XIX (c. 1813), e utilizado como material de aterro.
No provável sítio onde o antigo forte terá existido encontra-se hoje a empresa Asa Indústria e Comércio Ltda, conforme o refere no local uma placa do Instituto do Patrimônio Histórico e Artístico Nacional.